# 김진표 (가수)
김진표(1977년 8월 13일 ~ )는 대한민국의 래퍼 및 자동차 경주 감독 겸 사진 작가이다.

## 생애
1995년, 이적과 함께 패닉으로 데뷔하였다. 패닉 2집 발매 이후인 1997년에는 랩퍼로서 대한민국 최초로 한국어로만 된 랩을 담은 음반을 발매하였다.
1999년, 김세황 · 김영석 · 이수용과 함께 노바소닉을 결성하여 3장의 음반을 발표하였다. 건강상의 문제로 2002년 탈퇴한 이후에는 잠시 휴식기를 거쳐 패닉과 솔로 활동을 병행했다. 2004년에는 카 레이서로 R-STARS에 입단하면서 국내 모터스포츠 계에 발을 들였고, 2011년부터 2013년까지 쉐보레 레이싱팀에서 맹활약을 한 적이 있으며 현재 금호타이어 엑스타 레이싱팀에서 감독으로 활동하고 있다. 또한 탑기어 코리아의 MC를 맡으면서 포토그래퍼 활동을 하기도 한다. 그리고 2007년부터 2009년까지 tvN에서 뉴스 쇼 형태의 연예정보 프로그램 TVN E NEWS를 김흥국에 이어 후임으로 진행한 바가 있다. 

### 혼인 사항
2003년 배성은과 결혼하였으나 2년 4개월 뒤 이혼 하였다. 이후 2008년에 윤주련과 혼인하였다.

## 논란

### '운지' 사용 논란
2012년 6월 17일에, 당시 XTM에서 방영한 프로그램 《탑기어 코리아》를 진행하던 김진표가 헬기가 추락하는 장면을 보면서 '떨어지다'라는 의미를 담아 방송 중에 "운지를 하고 맙니다"라는 표현을 사용하였다. ’운지’는 고인이 된 노무현 전 대통령을 폄하하는 데 쓰이는 용어다. 결국 같은 달 20일에 이에 대한 사과문을 발표하기도 하였으나, 일부 네티즌 및 여론으로부터 비난을 받았다.

## 출연 작품

### 영화
| 연도 | 제목                 | 역할                 | 비고      |
| ---- | -------------------- | -------------------- | --------- |
| 2002 | 성냥팔이 소녀의 재림 | 이 / 시스템 에이전트 |           |
| 2018 | 변산                 | 쇼미 MC              | 특별 출연 |

### 드라마
- 2010년 tvN 《막돼먹은 상상극장》 - 조직폭력배 역

### 예능
- 2007년 ~ 2009년 tvN 《E NEWS》
- 2011년 ~ 2016년 XTM 《탑 기어 코리아》 (시즌 1부터 시즌 7까지 고정)
- 2012년 ~ 2013년 Mnet 《보이스 코리아》
- 2014년 MBC 《아빠! 어디가?》 (2기)
- 2014년 ~ 2022년 Mnet 《Show Me The Money》 (시즌 3부터 시즌 11까지 고정)
- 2015년 XTM 《겟 잇 기어》
- 2015년 XTM 《인사이드 슈퍼레이스》
- 2023년  MBC 《카 투 더 퓨처–20세기 소년들의 자동차 수다》

### 기타
| 연도 | 방송사 | 제목 | 비고     |
| ---- | ------ | ---- | -------- |
| 2012 | JTBC   | 꽃탕 | 내레이션 |

## 음반
(※패닉, 노바소닉 제외)
- 7집 《제이피 세븐》(JP 7)
- 미니앨범 2 《5 Break-Up Stories》
- 6집 《제이피 식스》(JP 6)
- 디지털 싱글 앨범 〈가지말걸 그랬어〉
- 디지털 싱글 앨범 〈이별 뒤에 해야 할 몇가지〉
- 《블루 브랜드 2집》 〈아무 말도 하지마〉
- 미니앨범 1 《Romantic 겨울》
- 디지털 싱글 앨범 〈Color Of City〉 - ‘좋아해 (With 요조)’
- 《블루 브랜드 1집》 〈쿨하게 헤어지는 방법〉
- 5집 《갤런티 쇼》(Galanty Show)
- 디지털 싱글 앨범 〈사랑따위 파트 2〉(PART 2)
- 4.5집 《베스트 리마스터링 올 어바웃 제이피》(Best - Remastering All about JP)
- 디지털 싱글 앨범 〈도깨비 나라〉
- 4집 《제이피 포》(JP 4)
- 3집 《제이피 스리》(JP 3)
- 2집 《제이피 스타일》(JP Style)
- 1집 《열외》(列外)